# Fernando Pessoa Ferreira
Antônio Fernando Pessoa Ferreira mais conhecido só por Fernando Pessoa Ferreira (Olinda, 1932 – São Paulo, 12 de maio de 2010) foi um jornalista e escritor brasileiro.

## Biografia
Ao viver no Recife, participou, ao lado de outros intelectuais, do movimento conhecido como Geração de 1950, sendo uma das principais figuras do grupo. Deixou o Recife para atuar em jornais do Rio de Janeiro, São Paulo, Paraná e Santa Catarina, chegando a direção de alguns periódicos. Vivia em São Paulo (cidade) desde 1968. Desde os 21 anos era jornalista. 
No Rio, trabalhou no Diário Carioca, Correio da Manhã e Última Hora, nas revistas Manchete e Cruzeiro. Em São Paulo, trabalhou em revistas do Grupo Abril e nos jornais Folha da Tarde e Folha de S.Paulo. Também foi assessor da reitoria da Universidade de São Paulo.
Escreveu a letra de "Vantagem de Perder", música gravada pelo cantor paulista Adauto Santos, no lado B do compacto simples (fevereiro de 1977).
Foi preso pela Ditadura militar no Brasil em 1969, acusado de hospedar um procurado pelos militares.
Em 2006 havia tratado com sucesso de um câncer na bexiga, mas a doença havia voltado. Morreu em São Paulo de parada cardiorrespiratória; dois dias antes de morrer, assinou no hospital um contrato para o lançamento de seu último livro, O Assobio da Foice.

## Obras

### Poesia
- Os instrumentos do tempo (Editora Livros Portugal, 1958) Ganhador do Prêmio Fábio Prado (1958)
- Em redor do A (Civilização Brasileira, 1967)

### Contos
- Os fantasmas da gaveta (Editora Codecri, 1983)
- O umbigo do anjo (Editora Record, 1998)

### Romance
- Os demônios morrem duas vezes (Editora Códex, 2005)
- O Assobio da Foice (Editora Global, 2010)